# Estonsko na Letních olympijských hrách 1936
Estonsko se účastnilo Letní olympiády 1936 v německém Berlíně. Zastupovalo ho 37 sportovců v 8 sportech.

## Medailisté
| Medaile | Jméno             | Sport    | Soutěž                      |
| ------- | ----------------- | -------- | --------------------------- |
| Zlato   | Kristjan Palusalu | Zápas    | muži řecko-římský nad 87 kg |
| Zlato   | Kristjan Palusalu | Zápas    | muži volný styl do 87 kg    |
| Stříbro | Ago Neo           | Zápas    | muži, volný styl do 87 kg   |
| Stříbro | Nikolai Stepulov  | Box      | muži váha lehká             |
| Bronz   | Ago Neo           | Zápas    | muži, řecko-římský do 87 kg |
| Bronz   | Voldemar Väli     | Zápas    | muži, řecko-římský do 66 kg |
| Bronz   | Arnold Luhaäär    | Vzpírání | muži těžká váha +82.5 kg    |